# Edward Salim Michael

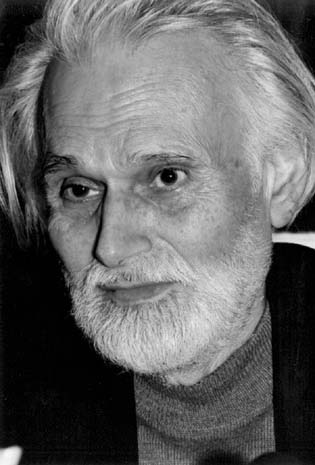
Edward Salim Michael

Edward Salim Michael (* 1921 in Manchester, England; † 2006 in der Nähe von Nizza, Frankreich) war Komponist sinfonischer Musik und Autor von Büchern über Spiritualität und Meditation. Edward Salim Michael sah sich selbst als Buddhisten an, aber da seine Schriften auf unmittelbaren spirituellen Erfahrungen beruhen, zögerte er nicht, die Bhagavad-Gîtâ, die Evangelien, christliche Mystiker oder Sufis zu zitieren, um seine eigenen Worte zu veranschaulichen.

## Leben

### Kindheit
Die familiären Wurzeln Edward Salim Michaels sind indo-europäisch. Seine Eltern, die sich im Irak kennengelernt hatten, hielten sich zur Zeit seiner Geburt in Manchester, England, auf. Drei Jahre später kehrte die Familie in den Irak zurück, der damals unter britischem Mandat stand. Edward Salim Michael war ungefähr zwölf Jahre alt, als seine Eltern Bagdad verließen, um sich in Syrien niederzulassen. Später siedelte seine Familie nach Ägypten und nach Palästina um. Seine Kindheit war von Armut und Unsicherheit geprägt, mehrmals entging er nur durch glückliche Umstände dem Tod. Aufgrund der vielen Ortswechsel war es ihm nicht möglich, eine Schule zu besuchen. Kurz vor dem Zweiten Weltkrieg begab sich die Familie wieder nach London. Gerade 19 Jahre alt, wurde er, da er britischer Staatsbürger war, zur Royal Air Force als einfacher Soldat beim Bodenpersonal eingezogen.

### Musikalischer Werdegang
Als er in die Armee eintrat, konnte er weder lesen noch schreiben und kaum Englisch sprechen. Der anglikanische Pfarrer des Lagers nahm sich seiner an und brachte ihm Lesen und Schreiben bei. Der Frau des Pfarrers, Bratschistin, fiel Edward Salim Michaels besondere Begabung auf, Musik aus dem Gedächtnis wiederzugeben und sie begann, ihn in den Grundlagen der Musiktheorie und der Komposition zu unterrichten, die er mit Leichtigkeit lernte, so als ob er sich nur an etwas zu erinnern brauchte, das er schon kannte, wie er später sagte. Zwei Jahre später gewann sein erstes Werk, ein Scherzo für Orchester („The Dionysia“), einen Wettbewerb in London, wo es in der Royal Albert Hall vom London Philharmonic Orchestra unter der Leitung von John Hollingsworth aufgeführt wurde.
Nach Kriegsende begann er an der Guildhall School of Music and Drama in London ein Musikstudium. Er studierte bei Berthold Goldschmidt (ein Schüler von Paul Hindemith) und bei Mátyás Seiber (ein Schüler von Zoltán Kodály) Komposition und bei Max Rostal Violine. 1947 gewann er einen Preis in Orchesterleitung und begann eine Laufbahn als Soloviolinist. Er hatte in seinem Repertoire ungefähr fünfunddreißig Concertos, fünfzig Sonaten und mehr als zweihundert andere Stücke für Violine und hatte sich schon einen gewissen Bekanntheitsgrad als Violinist erworben, als er sich entschied, nach Paris zu gehen, um bei Nadia Boulanger zu studieren.
Aus gesundheitlichen Gründen musste er seine Karriere als Violinist und als Dirigent aufgeben und widmete sich von nun an ausschließlich der Komposition. Er komponierte viele Orchesterwerke, darunter eine Messe.
1954 gewann er den Vercelli Preis für einen Psalm für männlichen Chor. Zwei Jahre später wurde seine Messe vom Orchester Radio France aufgeführt, dirigiert von Eugene Bigot. Ein Jahr später gewann seine Nocturne für Flöte und Orchester in den Vereinigten Staaten den Lili Boulanger Preis. In der Jury waren unter anderen Igor Strawinsky und Aaron Copland.
Edward Salim Michael wollte die Tonalität nie verlassen. Seine Musik zeigt ein tiefes Verstehen der Harmoniegesetze, verbunden mit einer vollendeten Meisterung des musikalischen Aufbaus. Seine Orchestrierung ist von großer Fülle. Geheimnis und Poesie in Verbindung mit einem dramatischen Charakter bestimmen seine oft mystische Inspiration.
„…Er macht den bemerkenswerten Versuch, orientalische Tonleitern in die abendländische Musik zu integrieren, mit allem, was das an Geschmeidigkeit, Farbe und neuem Ausdruck mit sich bringen kann; …E. Michael übersetzt die tiefen Bewegungen einer Seele, die auf die Höhen philosophischer und religiöser Meditation gerichtet sind.“ (Jean Hamon, „Combat“, Juni 1954).

### Spirituelles Erwachen
1949 sah er zum ersten Mal in seinem Leben eine Statue von Buddha, die ihn so tief berührte, dass er wie versteinert davor stehen blieb. Dieses Erlebnis gab seinem Leben eine neue Wendung. Nach Hause zurückgekehrt, brachte er sich sofort in dieselbe Position und begann, sich mit geschlossenen Augen auf einen inneren Ton zu konzentrieren, den er in seinen Ohren und in seinem Kopf hörte, ohne zu wissen, dass das, was er tat, Meditation war, und dass der Ton, auf den er sich konzentrierte, in Indien Nada genannt wurde – eine Konzentrationsform, die sowohl den Hindus wie den Buddhisten bekannt ist. Er begann nun eine intensive Meditationspraxis und entwickelte, da er niemanden hatte, der ihn spirituell hätte anleiten können, für sich selbst spezifische Übungen.
Dank seiner hohen Konzentrationsfähigkeit, die er als Komponist entwickelt hatte, machte er bald tiefe spirituelle Erfahrungen. Da seine Eltern in keine Religion eingebunden gewesen waren, gab es keine religiöse Konditionierung, die seine spirituellen Einsichten und sein Verstehen hätte färben können. Das Fehlen von Schulbildung und Bücherwissen stellte sich als Vorteil für seinen spirituellen Weg heraus, da sein Geist von festen Vorstellungen und Projektionen frei geblieben war. Er folgte dem Pfad der direkten Erfahrung, jenseits von Dogmen.
Nach vier Jahren einer intensiven spirituellen Praxis machte er mit dreiunddreißig Jahren eine kraftvolle Erfahrung des Erwachens zu dem, was man Buddha-Natur oder das Unendliche in sich selbst nennen könnte.
Neben seinen spirituellen Übungen fuhr er fort zu komponieren und kämpfte um die Aufführung seiner Musikwerke. Da seine Musik (die er mit seinem ersten Vornamen Edward signierte) tonal blieb, wurde es für ihn zunehmend schwierig, sie zur Aufführung zu bringen. Schließlich entschied er sich, das Komponieren aufzugeben, und begab sich nach Indien, dem Land seiner Großmutter mütterlicherseits, um sich ganz dem inneren Leben zu widmen. Er verbrachte dort fast sieben Jahre, in denen er seine Praxis der Meditation und Konzentration fortsetzte, bis sein spirituelles Erwachen dauerhaft geworden war.
1974 kehrte er nach Frankreich zurück und begann, Hatha-Yoga zu lehren, das er einige Jahre lang gründlich praktizierte. Bald waren seine Schüler mehr an seiner spirituellen Lehre und an seinen spezifischen Übungen als an Hatha-Yoga interessiert. Auf ihren Wunsch hin begann er, sein erstes Buch zu schreiben, The Way of Inner Vigilance (Der Weg der inneren Wachsamkeit), 1983 in London herausgegeben. Er signierte es mit seinem zweiten Vornamen Salim. Diesem ersten, auf Englisch geschriebenen Buch folgten weitere, diesmal auf Französisch verfasste Bücher.
Außerdem gab er zusammen mit seiner Frau Michèle eine Übersetzung des bekannten buddhistischen Textes Dhammapada heraus.

## Musikalische Hauptwerke

### Für Streichorchester
- Messe für gemischten Chor, zwei Streichorchester, Celesta, Harfe, Glockenspiel und Schlaginstrumente. 36' (E. Ricordi)
- Initiation 18'30 (E. Choudens)
- Les Soirées de Tedjlah (Die Abende von Tedjlah) für Mezzosopran, zwei Flöten, Klavier und Streichorchester (Vercelli Preis). 20' (E. Transatlantique)

### Für Sinfonieorchester
- Nocturne für Soloflöte (oder Ondes Martenot) und Orchester (Lili Boulanger Preis). 6'30 (E. Transatlantique)
- Fata Morgana, sinfonisches Gedicht für Orchester. 8'30 (E. Ricordi)
- Le jardin de Tinajatama (Tinajatamas Garten) für Orchester. 10' (E. Ricordi)
- Elegie für Orchester. 5'30 (E. Ricordi)
- Le festin des Dieux (Das Fest der Götter) für Orchester. 6' (E. Choudens)
- Trois Tableaux (Drei Bilder) für Orchester. 11'30 (E. Transatlantique)
- Le rêve d'Himalec (Der Traum vom Himalaya) für Orchester. 13' - 1946 (E. Transatlantique) 13 '
- Rapsody concertante für Violine und Orchester. 14' (E. Choudens)
- Kamaal, magische Geschichte für Sprecher und Orchester. 40' (E. Transatlantique)
- La Vision de Lamis Helacim (Lamis Helacims Vision), sinfonisches Gedicht für großes Orchester (E. Ricordi)
- La reine des pluies (Die Regenkönigin), choreographisches Gedicht für großes Orchester. 8' (E. Choudens)

## Bücher
Deutsch:
- Der Weg der inneren Wachsamkeit. Herausgeber Michèle Michael. 2015
- Inneres Erwachen und Praxis des Nada-Yoga. Herausgeber Michèle Michael. 2016.

Französisch:
- La quête suprême (Die höchste Suche)
- Les obstacles à l’illumination et à la libération (Hindernisse für die Erleuchtung und die Befreiung)
- Les fruits du chemin de l’éveil (Die Früchte des Weges des Erwachens)
- S’éveiller, une question de vie ou de mort (Erwachen, eine Frage von Leben und Tod)
- Dans le silence de l’insondable (In der Stille des Unergründlichen)
- Du fond des brumes (Aus den Tiefen des Nebels), nach seinem Tod herausgegeben
- Lumières dans la nuit (Lichter in der Nacht), Erzählungen
- Dhammapada, von Edward Salim und Michèle Michael übersetzt, und zwar aus dem Englischen ins Französische

Seine Biographie wurde von seiner Frau Michèle Michael herausgegeben, die seine Erinnerungen und Gedanken gesammelt hat:
- Der Preis eines bemerkenswerten Schicksals. Leben und spiritueller Weg von Edward Salim Michael. Autor und Herausgeber Michèle Michael. 2016.

## Seine spirituelle Lehre
So wie der Mensch normalerweise ist, ist er von seiner göttlichen Quelle abgeschnitten. Er muss diese Quelle durch direkte Erfahrung in der Meditation, anders gesagt, im erleuchteten Zustand wiedererkennen. Dies ist das Ziel des Lebens, welches nach dem Tode nicht mehr erreicht werden kann, da wir zu seiner Erlangung die Bedingungen der manifestierten Welt brauchen. Die größten Mystiker verschiedener Religionen haben alle dieses Ziel verfolgt; ihre Schriften spiegeln die Ähnlichkeit ihrer tiefsten Erfahrungen wider.
Edward Salim Michael richtet seine Lehre an den Sucher oder Aspiranten, der, wie er sagte, „jemand ist, der zu einer spirituellen Reise aufgebrochen ist, um seine wahre Identität zu finden, einen Zustand weiten Bewusstseins, der bereits in ihm vorhanden ist, aber von seinem gewöhnlichen Geist und seinen unaufhörlichen Gedanken verdunkelt wird. Es ist ein Mann oder eine Frau, der oder die um Erleuchtung und Befreiung kämpft.“
Kennzeichnend für seine Lehre ist die Bedeutung, die er dem beimisst, was er einen Moment wahren Gegenwärtigseins nennt, den der Sucher durch eine tiefe und anhaltende Konzentration erkennen kann, und zwar in Übungen, wie sie in seinen Büchern beschrieben werden. Tatsächlich kann er nur in solch einer intensiven Konzentration den Unterschied zu seinem üblichen Zustand fühlen und zu verstehen beginnen, wie er gewöhnlich in sich „schläft“, ohne es zu wissen. In dem Augenblick, in dem der Sucher klar den Unterschied zwischen seinem gewöhnlichen Zustand des „Tagschlafes“, wo er in die „Wirbel seiner mentalen Welt“ getaucht ist, und einem anderen Seinszustand fühlt, in dem er seiner selbst auf eine ihm ungewohnte Weise bewusst und gegenwärtig ist, wird er wissen, in welche Richtung seine Anstrengungen in Zukunft gehen müssen.
Es gibt viele Hürden zu überwinden, bevor man hoffen kann, diese transzendente Quelle zu erfahren und zu erkennen, aus der alle Dinge hervorgehen und in die sie wieder aufgenommen werden – ob man sie nun Buddha-Natur, Nirvana, Brahman oder Gott nennt, je nachdem, ob man Hindu, Buddhist oder Christ ist.
Wenn der Aspirant Erleuchtung erfahren hat, wird sich seine Arbeit auf einer anderen Ebene fortsetzen, da Erleuchtung noch nicht Befreiung ist. Er wird dann geduldig darum ringen müssen, immer wieder diesen anderen Zustand des Seins und Bewusstseins zu finden, den er in sich erkannt hat, bis er schließlich dahin kommen wird, permanent in ihm zu bleiben. Erst dann wird er die Befreiung erreicht haben.
Der Weg, den Edward Salim Michael lehrt, ist der Weg, dem er selbst gefolgt ist. Er ist ohne Dogmen; eigene Erfahrung und eigenes Verstehen sind seine Kriterien und das ist auch der Grund, warum Edward Salim Michael sich selbst als Buddhist gesehen hat.